# Wisconsin Death Trip

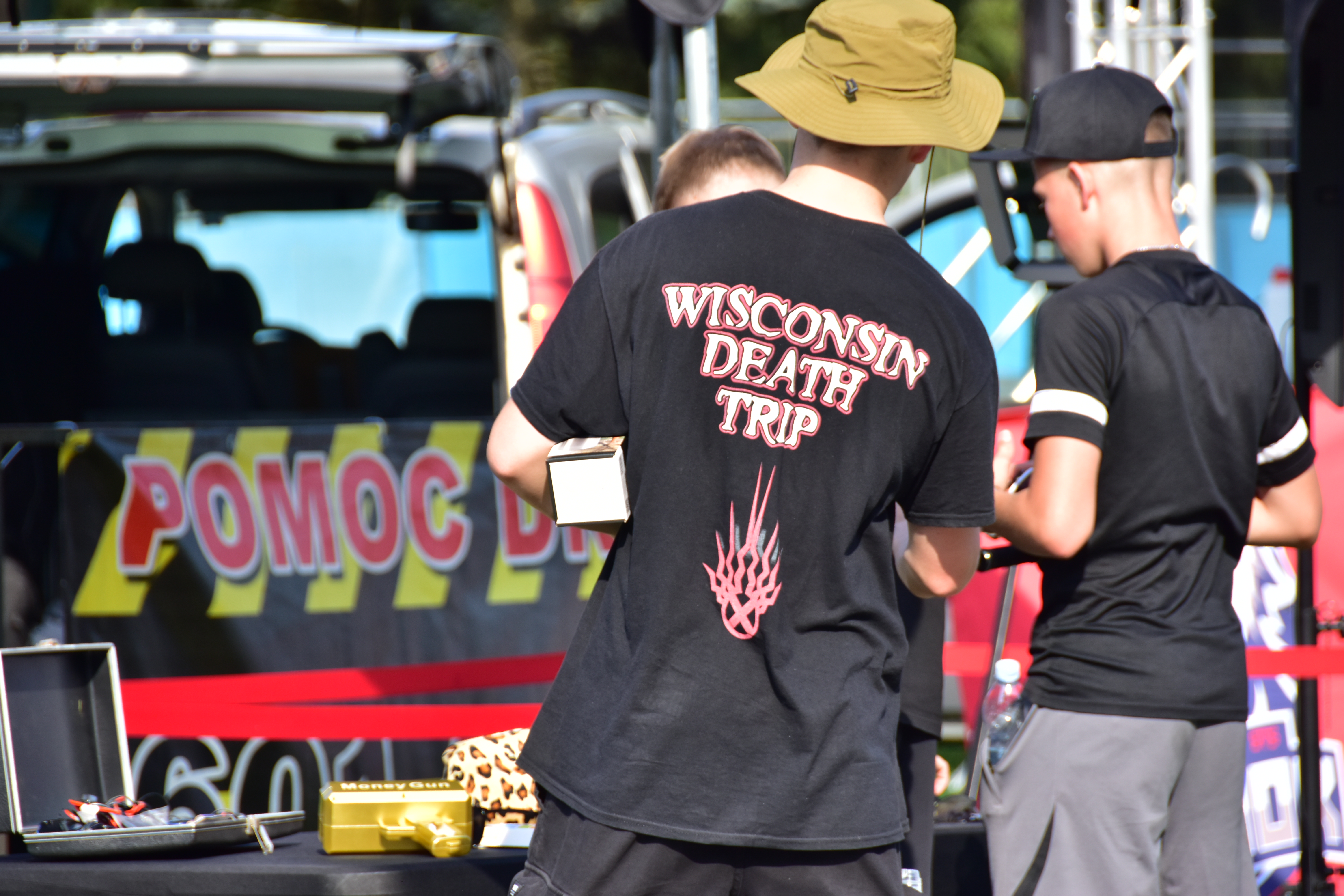
Mężczyzna w koszulce promującej płytę (2024)

Wisconsin Death Trip – debiutancki album amerykańskiego zespołu Static-X. 
Cały album jest inspirowany ponad 100-letnią opowieścią, o której mówi sam Wayne Static: "Tytuł pochodzi z książki, którą znalazłem w sklepie ze starociami 15 lat temu. Jest to kolekcja zdjęć z przełomu wieków i artykułów opisujących życie w małym mieście Wisconsin. W książce były zdjęcia dzieci w trumnach, raporty ze szpitali dla umysłowo chorych, szczegóły scen zbrodni... wszystko bardzo nawiedzone. Książka wywarła na mnie duże wrażenie."
Według danych z kwietnia 2002 album sprzedał się w nakładzie 793,934 egzemplarzy na terenie Stanów Zjednoczonych.

## Lista utworów
1. "Push It"
2. "I'm With Stupid"
3. "Bled For Days"
4. "Love Dump"
5. "I Am"
6. "Otsegolation"
7. "Stem"
8. "Sweat Of The Bud"
9. "Fix"
10. "Wisconsin Death Trip"
11. "The Trance Is The Motion"
12. "December"